# Morgan (film 2012)
Morgan – amerykański film fabularny w reżyserii Michaela Akersa. Dramat miał swoją premierę 7 stycznia 2012 roku.

## Fabuła
Morgan Oliver (Leo Minaya) był szczęśliwym sportowcem, odnoszącym sukcesy w profesjonalnych zawodach kolarskich. Jego dotychczasowe życie zmienia się, gdy Morgan ulega tragicznemu wypadkowi. Sparaliżowany od pasa w dół mężczyzna jeździ na wózku inwalidzkim. Nie może odnaleźć się w nowej sytuacji jako osoba niepełnosprawna fizycznie, ma stany depresyjne, jest zszokowany, że do końca swojego życia nie będzie mógł chodzić. Dni mijają Morganowi na oglądaniu w telewizji jego ulubionych zawodów cyklistów. Mężczyzna od chwili wypadku nadużywa alkoholu, jest częstym gościem barów. W najmniej spodziewanym momencie swojego życia spotyka Deana Kagana (Jack Kesy). Morgan nie podejrzewa, że Dean tak jak on, jest gejem. Między mężczyznami nawiązuje się przyjaźń. Morgan i Dean spędzają dużo czasu wolnego ze sobą. Ich relacja szybko przeradza się w romantyczny związek. Sportowiec powoli odzyskuje wiarę w bycie szczęśliwym człowiekiem. Morgan postanawia wziąć udział w New York Haven Cycle Race. Pomimo sprzeciwu Deana, który boi się, że  Morgan znowu ulegnie wypadkowi, sportowiec ciężko trenuje do wyścigu. Mężczyzna musi podjąć ważną decyzję w swoim życiu, co jest dla niego najważniejsze: pokonywanie kolejnych stawianych wysoko przed sobą poprzeczek sportowych i udowadnianie, że jest w stanie to zrobić czy życie u boku ukochanego partnera.

## Obsada
- Leo Minaya jako Morgan Oliver
- Jack Kesy jako Dean Kagen

W pozostałych rolach:
- Darra Like Dat Boyd jako Lane Williams
- Madalyn McKay jako Peg Oliver
- Benjamin Budd jako Wesley Blake
- Dane Anton jako fizjoterapeuta
- Scott Gofta jako barman
- Donna Garde jako Dotty Kagen
- Nelson Guzman jako pracownik sklepu rowerowego
- Juan C. La Zala jako pracownik sklepu rowerowego
- Theodore Bouloukos jako doktor Thomas

## Nagrody[4]
Film otrzymał trzy nagrody:
| Kategoria                                      | Festiwal                                                 | Rezultat |
| ---------------------------------------------- | -------------------------------------------------------- | -------- |
| Best Dramatic Feature (nagroda jury)           | Chicago Gay and Lesbian International Film Festival 2011 | Wygrana  |
| FilmOut Audience Awards (najlepszy scenariusz) | FilmOut San Diego 2012                                   | Wygrana  |
| Jury Award – Best Narrative Feature            | KASHISH Mumbai International Queer Film Festival 2013    | Wygrana  |